# Злорадство
Злора́дство — радость, связанная с чужой неудачей, бедой, драмой или трагедией, или чужим невезением, несчастьем или горем.

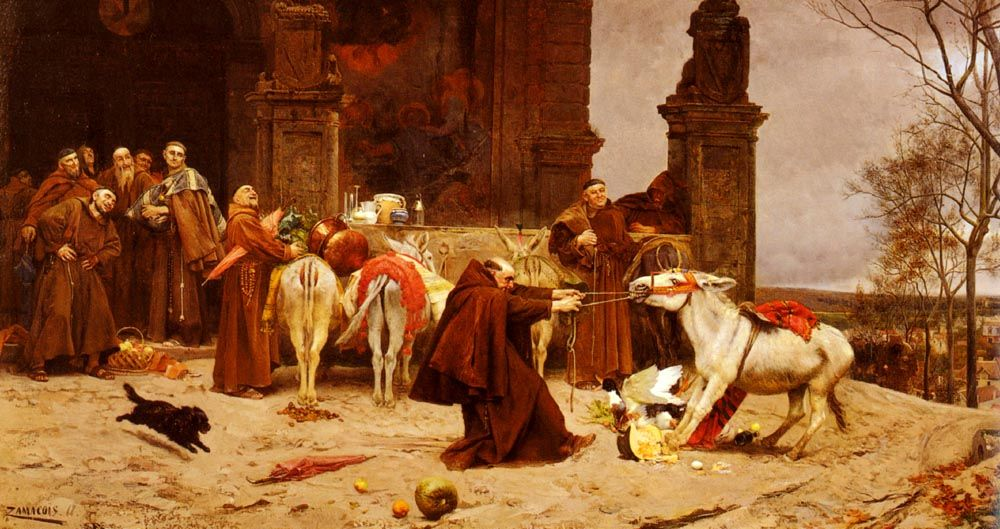
Возвращение в монастырь, Эдуардо Замацоис и Забала, 1868

## Причины злорадства
Исследования обнаружили, что за злорадством стоят три движущие силы: агрессия, соперничество и справедливость. Часто злорадствующие люди обычно имеют низкую самооценку. Видя неудачу другого, они испытывают небольшой всплеск уверенности. Это вызвано тем, что видение более успешных людей представляет угрозу для их самоощущения и видение падения «могучего» может быть источником утешения.

## Научные исследования
Статья в газете The New York Times (2002) приводила несколько научных исследований злорадства, где оно было определено как «наслаждение чужими неудачами». Много работ основывалось на теории социального сравнения, на идее, что когда люди вокруг терпят неудачу, наблюдатель кажется самому себе лучше. Другие исследователи показали, что люди с низкой самооценкой больше чувствуют злорадство, чем люди с высокой самооценкой.
Эксперимент 2006 года показал, что мужчины (но не женщины) любят видеть, как плохие люди страдают. Исследования предназначались для исследования эмпатии путём наблюдения за активностью мозговых центров (при помощи ФМРТ) в то время как подопытный наблюдает за кем-либо, испытывающим физическую боль. Исследователи ожидали, что центр сочувствия в мозгу покажет большую активность, когда электрошок получает кто-либо, рассматриваемый подопытным как хороший, чем плохой. Так и оказалось, но также у мужчин включались центры удовольствия, когда они думали, что кто-либо получал электрошок заслуженно.
Сканирование мозга показало, что злорадство связано с завистью. Уровень зависти даже позволяет предсказывать степень злорадства.